# ヘレン・ジェローム・エディ
ヘレン・ジェローム・エディ（Helen Jerome Eddy、1897年2月25日 - 1990年1月27日）は、アメリカ合衆国の女優。

## 主な出演作品
- 青春の夢 Pollyanna (1920)
- 怒髪天を衝いて The First Born (1921)
- 椿姫 Camille (1926)
- クォリティ街 Quality Street (1927)
- 月世界征服 Reaching for the Moon (1930)
- スキピイ Skippy (1931)
- スーキイ Sooky (1931)
- マタ・ハリ Mata Hari (1931)
- 六月十三日の夜 The Night of June 13 (1932)
- お蝶夫人 Madame Butterfly (1932)
- 風雲のチャイナ The Bitter Tea of General Yen (1933)
- 仮面の男 The Masquerader (1933)
- カーニバル Carnival (1935)
- 美しき野獣 Klondike Annie (1936)
- ブロンディ子守の巻 Blondie Brings Up Baby (1939)
- ストライク・アップ・ザ・バンド Strike Up the Band (1940)